# Luisenturm (Kleinkochberg)

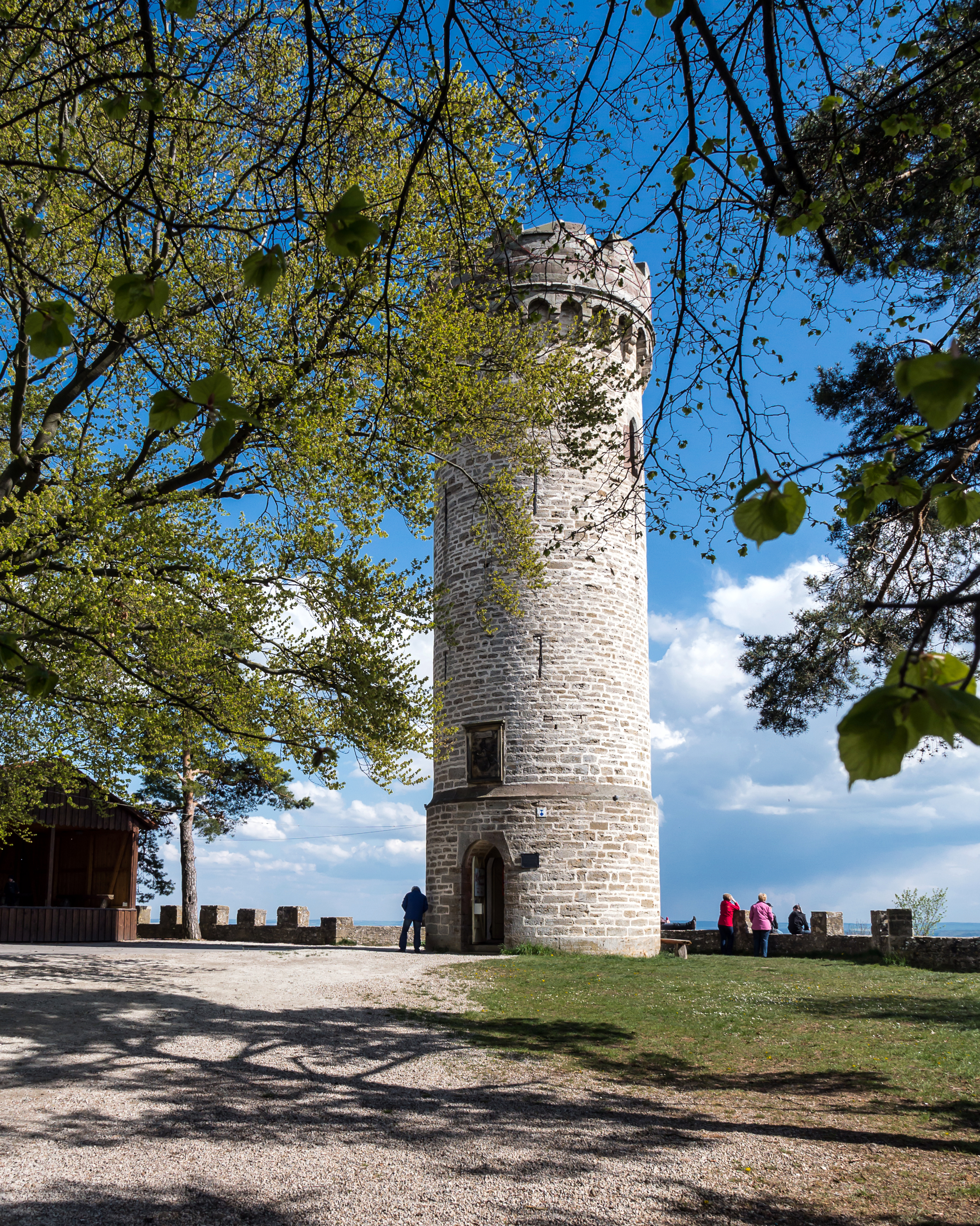
Luisenturm

Der Luisenturm ist ein gemauerter Aussichtsturm am Goethe-Wanderweg Weimar-Großkochberg auf dem 515 Meter hohen Hummelsberg bei Kleinkochberg am Südhang der Ilm-Saale-Platte. Der 16 km südlich von Blankenhain entfernte Turm wurde 1864 errichtet. Der Blick reicht über das Saaletal, die Saale-Ilm-Platte bis zum Frankenwald und dem Thüringer Wald, bei klarem Wetter bis zum Brocken. Der 18 Meter hohe Turm mit 78 Stufen ist der höchste Punkt des Goethe-Wanderwegs und zugleich der Gemeinde Uhlstädt-Kirchhasel.
Der Turm wurde zu Ehren der Enkelin von Charlotte von Stein, Luise Freiin von Stein (1804–1864), errichtet. Stifter war deren Gatte James Patrick von Parry (1804–1872),, ein reicher Engländer irischer Abstammung, der auch Schloss Hirschhügel erbaute. Eine Gedenktafel erinnert an den Stifter. Der Turm trägt Stilmerkmale der Spätromantik, diese werden verstärkt durch die großflächige Zinnenmauer, die den Turm umgibt und dem Areal den Charakter einer mittelalterlichen Burg verleiht. Das Gelände ist nicht so steil abfallend, dass eine solche Ummauerung aus Sicherheitsgründen erforderlich gewesen wäre. Über dem Eingang befindet sich das Wappenschild Parrys, der in Weimar geadelt wurde. Der Ort, an dem der Turm errichtet wurde, soll der Lieblingsplatz Luise von Steins gewesen sein. Indirekt dürfte der Turm auch dem Gedenken an Charlotte von Stein als auch an Goethe intendiert gewesen sein, mit dem Parry selbst befreundet war, zumindest aber Verkehr pflegte.
Zwischenzeitlich hatte der Verfall des Turmes eingesetzt. Um seinem weiteren Verfall entgegenzuwirken, wurde 1979 der Freundeskreis Luisenturm von engagierten Bürgern aus Kleinkochberg und den umliegenden Orten ins Leben gerufen. Das wurde im Wesentlichen 2006 durch das aufwendige Verfugen des Mauerwerks ohne Fördergelder realisiert.
Der Luisenturm steht auf der Liste der Kulturdenkmale in Uhlstädt-Kirchhasel.